# Eteroatomi
Nel campo della chimica organica si definiscono eteroatomi, dal greco ἕτερος (éteros), «diverso, altro», tutti gli atomi appartenenti a una molecola organica, o catena carboniosa (lineare o ciclica), che siano diversi da carbonio e idrogeno, cioè dagli elementi caratterizzanti dei composti organici.
I più comuni e noti sono l'azoto, l'ossigeno, lo zolfo, il fosforo, il boro, gli alogeni (fluoro, cloro, bromo e iodio), e anche altri elementi metalloidi come il silicio, nonché alcuni metalli in grado di formare composti di coordinazione col carbonio stesso.
Per fare un esempio, nella molecola del clorobenzene (C6H5Cl) il cloro è definito eteroatomo.
Un composto ciclico che contenga eteroatomi all'interno del suo anello viene detto composto eterociclico (ad esempio il fosfolo o il borolo).

## Significato in biologia molecolare
In biologia molecolare, nella descrizione della struttura delle proteine si considerano invece eteroatomi qualsiasi atomo non covalentemente legato alle catene polipeptidiche formanti la proteina in esame.
In particolare nel formato Protein Data Bank un eteroatomo è memorizzato con il codice HETATM, spesso è componente di un cofattore della proteina cristallizzato con essa.